# Wet Wet Wet
Wet Wet Wet ist eine britische Popband. Sie wurde 1982 in Clydebank bei Glasgow gegründet; der Name stammt aus einem Song der Band Scritti Politti. In den 1980er und 1990er Jahren hatten sie ihre bislang größten Erfolge. Nach einer vorübergehenden Trennung im Jahr 1999 fanden sie 2004 wieder zusammen.

## Mitglieder
- Marti Pellow (* 23. März 1965 in Clydebank; eigentlich Mark McLachlan)
- Tommy Cunningham (* 22. Juni 1964 in Drumchapel, Glasgow)
- Graeme Clark (* 15. April 1965 in Glasgow)
- Neil Mitchell (* 8. Juni 1965 in Helensburgh)
- Graeme Duffin (* 28. Februar 1956)

## Bandgeschichte
Die Band wurde 1982 unter dem Namen Vortex Motion gegründet und spielte hauptsächlich Clash-Cover-Songs in Bars. Aber noch im selben Jahr benannte sie sich in Wet Wet Wet um. Der Name stammt aus einer Zeile des Songs Gettin', Havin' and Holdin'  der Band Scritti Politti.
Wet Wet Wet konnten ihren ersten Hit 1987 landen. Die Single Wishing I Was Lucky erreichte Platz 6 der britischen Charts. Im selben Jahr veröffentlichte die Band ihr erstes Album Popped in Souled Out, das es bis auf Platz 1 der britischen Charts schaffte. Aus dem Album wurden weitere Singles ausgekoppelt, darunter Sweet Little Mystery, Temptation und Angel Eyes. Mit einer Coverversion des Beatles-Klassikers With a Little Help from My Friends, die für wohltätige Zwecke aufgenommen wurde, schafften es Wet Wet Wet erstmals mit einer Single auf Platz 1 in den Charts.
1989 erschien das zweite Album der Band Holding Back the River, aus dem die Single Sweet Surrender stammt. Am 10. September 1989 gaben sie vor 75.000 Fans ein kostenloses Konzert im Glasgow Green, einem Park im Osten Glasgows. Sie wollten damit den heimischen Fans für ihre Unterstützung danken und denen, die es sich sonst vielleicht nicht leisten konnten, ermöglichen, sie spielen zu sehen. Das dritte Album High on the Happy Side erschien 1992. Darauf war ihr zweiter Nummer-eins-Hit Goodnight Girl enthalten. Mit dieser Single hielt die Band vier Wochen lang die Spitzenposition.
Ihren mit Abstand größten Erfolg gelang Wet Wet Wet 1994: Für den Soundtrack zum britischen Spielfilm Vier Hochzeiten und ein Todesfall nahmen sie eine Coverversion von Love Is All Around auf, das im Original von den Troggs stammt. Mit dieser Single war die Band im Sommer 1994 15 Wochen lang auf Platz 1 der britischen Charts, so lange wie bis dahin nur zwei andere Singles in der Geschichte der britischen Hitparade.
Cunningham verließ 1997 die Band; Pellow folgte Anfang 1999. Pellow, der seit Jahren mit seiner Heroin- und Alkoholabhängigkeit kämpfte, begann eine wenig erfolgreiche Solokarriere. Damit war die Band vorerst aufgelöst. Anfang 2004 gaben Wet Wet Wet dann auf einer Pressekonferenz ihre Reunion bekannt. Sie gingen Ende 2004 auf eine erfolgreiche Tournee durch Großbritannien und veröffentlichten die Single All I Want sowie ein Greatest-Hits-Album. Auf der Special Edition der Greatest Hits ist mit Walking on Water ein neuer Song zu finden. 2005 hatte die Band weitere Liveauftritte, darunter bei Live 8 in Edinburgh. Zu Silvester 2006 traten Wet Wet Wet bei den Aberdeen Hogmanay Celebrations (einem kostenfreien Konzert der Stadt Aberdeen) auf und begeisterten die Zuschauer, die trotz Kälte, Windböen und hoher Regenwahrscheinlichkeit zum Castlegate gekommen waren. Das neue Album namens Timeless, an dem die Band seit 2005 arbeitete, erschien am 12. November 2007 auf ihrem neu gegründeten eigenen Label Dry Records. Im Dezember 2007 war die Band auf Tour durch Großbritannien.
Am 20. Juli 2012 gaben Wet Wet Wet anlässlich ihres 25-jährigen Bühnenjubiläums ein Konzert im Glasgow Green.
Im November 2013 veröffentlichte die Band das Album Step by Step, auf dem sich neben ihren Greatest Hits noch die drei neuen Titel Step by Step, Sad Kind of Love und Playin' Like a Kid befanden. Im Dezember 2013 folgte die dazugehörige Greatest-Hits-Tour durch Großbritannien.
Anlässlich ihres 30-jährigen Jubiläums gab die Band 2017 drei Konzerte in UK. Kurz darauf trennte sich Marti Pellow, um seine Solokarriere voranzutreiben.
Im November 2018 wurde der "The Voice of Uk 2016" Gewinner und Ex "Liberty X" Sänger Kevin Simm als neuer Frontmann präsentiert.

## Diskografie

### Studioalben
| Jahr | Titel                  | Höchstplatzierung, Gesamtwochen, AuszeichnungChartplatzierungen (Jahr, Titel, Platzierungen, Wochen, Auszeichnungen, Anmerkungen) | Höchstplatzierung, Gesamtwochen, AuszeichnungChartplatzierungen (Jahr, Titel, Platzierungen, Wochen, Auszeichnungen, Anmerkungen) | Höchstplatzierung, Gesamtwochen, AuszeichnungChartplatzierungen (Jahr, Titel, Platzierungen, Wochen, Auszeichnungen, Anmerkungen) | Höchstplatzierung, Gesamtwochen, AuszeichnungChartplatzierungen (Jahr, Titel, Platzierungen, Wochen, Auszeichnungen, Anmerkungen) | Höchstplatzierung, Gesamtwochen, AuszeichnungChartplatzierungen (Jahr, Titel, Platzierungen, Wochen, Auszeichnungen, Anmerkungen) | Anmerkungen                                                                                               |
| Jahr | Titel                  | DE | AT | CH | UK | US | Anmerkungen                                                                                               |
| ---- | ---------------------- | --- | --- | --- | --- | --- | --- |
| 1987 | Popped in Souled Out   | DE44 (18 Wo.)DE | — | — | UK1 ×5Fünffachplatin · (74 Wo.)UK                                                                                                 | US123 (7 Wo.)US | Erstveröffentlichung: 28. September 1987 Produzenten: Axel Kröll, JWWWL, Michael Baker, Wilf Smarties     |
| 1988 | The Memphis Sessions   | — | — | — | UK3 Platin · (13 Wo.)UK | — | Erstveröffentlichung: 7. November 1988 Aufnahme: Royal Studios, Tennessee Produzent: Willie Mitchell      |
| 1989 | Holding Back the River | DE34 (19 Wo.)DE | — | — | UK2 ×2Doppelplatin · (26 Wo.)UK                                                                                                   | — | Erstveröffentlichung: 30. Oktober 1989 Aufnahme: Puk Recording Studios, Dänemark Produzenten: Wet Wet Wet |
| 1992 | High on the Happy Side | DE18 (13 Wo.)DE | AT13 (7 Wo.)AT | CH40 (2 Wo.)CH | UK1 Platin · (25 Wo.)UK | — | Erstveröffentlichung: 27. Januar 1992 Produzenten: Wet Wet Wet, Albhy Galuten, Axel Kröll                 |
| 1995 | Picture This           | DE6 (17 Wo.)DE | AT1 (13 Wo.)AT | CH8 (11 Wo.)CH | UK1 ×3Dreifachplatin · (47 Wo.)UK                                                                                                 | — | Erstveröffentlichung: 10. April 1995 Produzenten: Wet Wet Wet Graeme Clark, Graeme Duffin                 |
| 1997 | 10                     | DE30 (9 Wo.)DE | AT28 (5 Wo.)AT | CH50 (1 Wo.)CH | UK2 Platin · (27 Wo.)UK | — | Erstveröffentlichung: 3. März 1997 Produzenten: Graeme Clark, Graeme Duffin                               |
| 2007 | Timeless               | — | — | — | UK41 (2 Wo.)UK | — | Erstveröffentlichung: 12. November 2007 Coverdesign: Klaus Voormann Produzenten: Wet Wet Wet              |
| 2021 | The Journey            | — | — | — | — | — | Erstveröffentlichung: 5. November 2021 Produzenten: Graeme Clark, Graeme Duffin                           |

Weitere Studioalben
- 1992: Cloak & Dagger (als Maggie Pie & the Impostors)

### Livealben
| Jahr | Titel                         | Höchstplatzierung, Gesamtwochen, AuszeichnungChartplatzierungen (Jahr, Titel, Platzierungen, Wochen, Auszeichnungen, Anmerkungen) | Höchstplatzierung, Gesamtwochen, AuszeichnungChartplatzierungen (Jahr, Titel, Platzierungen, Wochen, Auszeichnungen, Anmerkungen) | Höchstplatzierung, Gesamtwochen, AuszeichnungChartplatzierungen (Jahr, Titel, Platzierungen, Wochen, Auszeichnungen, Anmerkungen) | Höchstplatzierung, Gesamtwochen, AuszeichnungChartplatzierungen (Jahr, Titel, Platzierungen, Wochen, Auszeichnungen, Anmerkungen) | Höchstplatzierung, Gesamtwochen, AuszeichnungChartplatzierungen (Jahr, Titel, Platzierungen, Wochen, Auszeichnungen, Anmerkungen) | Anmerkungen                                               |
| Jahr | Titel                         | DE | AT | CH | UK | US | Anmerkungen                                               |
| ---- | ----------------------------- | --- | --- | --- | --- | --- | --------------------------------------------------------- |
| 1993 | Live at the Royal Albert Hall | — | — | — | UK10 (4 Wo.)UK | — | Erstveröffentlichung: 17. Mai 1993 mit The Wren Orchestra |

Weitere Livealben
- 1990: Wet Wet Wet: Live
- 2004: Live at Birmingham National Exhibition Centre (2 CDs)
- 2004: Live at the Point (2 CDs)
- 2004: Instant Live SECC Glasgow 09.12.04
- 2006: Live Volume One
- 2006: Live Volume Two

### Kompilationen
| Jahr | Titel                                 | Höchstplatzierung, Gesamtwochen, AuszeichnungChartplatzierungen (Jahr, Titel, Platzierungen, Wochen, Auszeichnungen, Anmerkungen) | Höchstplatzierung, Gesamtwochen, AuszeichnungChartplatzierungen (Jahr, Titel, Platzierungen, Wochen, Auszeichnungen, Anmerkungen) | Höchstplatzierung, Gesamtwochen, AuszeichnungChartplatzierungen (Jahr, Titel, Platzierungen, Wochen, Auszeichnungen, Anmerkungen) | Höchstplatzierung, Gesamtwochen, AuszeichnungChartplatzierungen (Jahr, Titel, Platzierungen, Wochen, Auszeichnungen, Anmerkungen) | Höchstplatzierung, Gesamtwochen, AuszeichnungChartplatzierungen (Jahr, Titel, Platzierungen, Wochen, Auszeichnungen, Anmerkungen) | Anmerkungen                             |
| Jahr | Titel                                 | DE | AT | CH | UK | US | Anmerkungen                             |
| ---- | ------------------------------------- | --- | --- | --- | --- | --- | --------------------------------------- |
| 1993 | End of Part One – Their Greatest Hits | DE1 Platin · (39 Wo.)DE | AT1 Gold · (20 Wo.)AT | CH5 Platin · (21 Wo.)CH | UK1 ×4Vierfachplatin · (74 Wo.)UK                                                                                                 | — | Erstveröffentlichung: 8. November 1993  |
| 2004 | The Greatest Hits                     | — | — | — | UK13 Platin · (13 Wo.)UK | — | Erstveröffentlichung: 8. November 2004  |
| 2013 | Step by Step – The Greatest Hits      | — | — | — | UK53 Gold · (3 Wo.)UK | — | Erstveröffentlichung: 25. November 2013 |

Weitere Kompilationen
- 1989: Holding Back the River – The Ballads
- 1991: Classic Tracks from Wet Wet Wet
- 2007: The Best Of (2 CDs)
- 2015: Picture This: The Big Picture (20th Anniversary Edition) (Box mit 3 CDs + DVD)

### Singles
| Jahr | Titel Album                                     | Höchstplatzierung, Gesamtwochen, AuszeichnungChartplatzierungen (Jahr, Titel, Album, Platzierungen, Wochen, Auszeichnungen, Anmerkungen) | Höchstplatzierung, Gesamtwochen, AuszeichnungChartplatzierungen (Jahr, Titel, Album, Platzierungen, Wochen, Auszeichnungen, Anmerkungen) | Höchstplatzierung, Gesamtwochen, AuszeichnungChartplatzierungen (Jahr, Titel, Album, Platzierungen, Wochen, Auszeichnungen, Anmerkungen) | Höchstplatzierung, Gesamtwochen, AuszeichnungChartplatzierungen (Jahr, Titel, Album, Platzierungen, Wochen, Auszeichnungen, Anmerkungen) | Höchstplatzierung, Gesamtwochen, AuszeichnungChartplatzierungen (Jahr, Titel, Album, Platzierungen, Wochen, Auszeichnungen, Anmerkungen) | Anmerkungen |
| Jahr | Titel Album                                     | DE | AT | CH | UK | R&B | Anmerkungen |
| ---- | ----------------------------------------------- | --- | --- | --- | --- | --- | --- |
| 1987 | Wishing I Was Lucky Popped In Souled Out        | — | — | — | UK6 (17 Wo.)UK | R&B58 (8 Wo.)R&B | Erstveröffentlichung: 16. März 1987 |
| 1987 | Sweet Little Mystery Popped In Souled Out       | DE46 (8 Wo.)DE | — | CH23 (6 Wo.)CH | UK5 Silber · (12 Wo.)UK | — | Erstveröffentlichung: 13. Juli 1987 |
| 1987 | Angel Eyes (Home and Away) Popped In Souled Out | DE17 (13 Wo.)DE | — | — | UK5 Silber · (12 Wo.)UK | — | Erstveröffentlichung: 23. November 1987 |
| 1988 | Temptation Popped In Souled Out                 | — | — | — | UK12 (8 Wo.)UK | — | Erstveröffentlichung: 7. März 1988 |
| 1988 | With a Little Help from My Friends –            | — | — | — | UK1 Silber · (11 Wo.)UK | — | Erstveröffentlichung: 2. Mai 1988 Splitsingle mit Billy Bragg – She’s Leaving Home Autoren: John Lennon, Paul McCartney Original: The Beatles, 1967 |
| 1989 | Sweet Surrender Holding Back The River          | DE37 (21 Wo.)DE | AT24 (3 Wo.)AT | — | UK6 (8 Wo.)UK | — | Erstveröffentlichung: 18. September 1989 |
| 1989 | Broke Away Holding Back The River               | — | — | — | UK19 (7 Wo.)UK | — | Erstveröffentlichung: 27. November 1989 |
| 1990 | Hold Back the River Holding Back The River      | — | — | — | UK31 (4 Wo.)UK | — | Erstveröffentlichung: 26. Februar 1990 |
| 1990 | Stay With Me Heartache / I Feel Fine –          | — | — | — | UK30 (4 Wo.)UK | — | Erstveröffentlichung: 30. Juli 1990 Autoren: Wet Wet Wet / John Lennon, Paul McCartney Original (B-Seite): The Beatles, 1964                        |
| 1991 | Make It Tonight High On The Happy Side          | — | — | — | UK37 (3 Wo.)UK | — | Erstveröffentlichung: 2. September 1991 |
| 1991 | Put the Light On High On The Happy Side         | — | — | — | UK56 (2 Wo.)UK | — | Erstveröffentlichung: 21. Oktober 1991 |
| 1992 | Goodnight Girl High On The Happy Side           | DE35 (12 Wo.)DE | AT27 (3 Wo.)AT | — | UK1 (11 Wo.)UK | — | Erstveröffentlichung: 23. Dezember 1991 |
| 1992 | More Than Love High On The Happy Side           | — | — | — | UK19 (5 Wo.)UK | — | Erstveröffentlichung: 9. März 1992 |
| 1992 | Lip Service High On The Happy Side              | — | — | — | UK15 (5 Wo.)UK | — | Erstveröffentlichung: 29. Juni 1992 |
| 1993 | Blue for You / This Time (Live) –               | — | — | — | UK38 (2 Wo.)UK | — | Erstveröffentlichung: 26. Mai 1993 |
| 1993 | Shed a Tear –                                   | DE53 (8 Wo.)DE | — | — | UK22 (5 Wo.)UK | — | Erstveröffentlichung: 25. Oktober 1993 |
| 1994 | Cold Cold Heart –                               | — | — | — | UK20 (5 Wo.)UK | — | Erstveröffentlichung: 27. Dezember 1993 |
| 1994 | Love Is All Around Picture This                 | DE2 Platin · (40 Wo.)DE | AT1 Platin · (25 Wo.)AT | CH2 (27 Wo.)CH | UK1 ×3Dreifachplatin · (43 Wo.)UK | R&B41 (20 Wo.)R&B | Erstveröffentlichung: 9. Mai 1994 Autor: Reg Presley Original: The Troggs, 1966                                                                     |
| 1994 | Goodnight Girl ’94 –                            | DE46 (11 Wo.)DE | — | CH12 (7 Wo.)CH | — | — | Erstveröffentlichung: 25. Oktober 1994 |
| 1995 | Julia Says Picture This                         | DE42 (11 Wo.)DE | AT19 (6 Wo.)AT | — | UK3 Silber · (14 Wo.)UK | — | Erstveröffentlichung: 13. März 1995 |
| 1995 | Don’t Want to Forgive Me Now Picture This       | DE66 (10 Wo.)DE | — | — | UK7 (9 Wo.)UK | — | Erstveröffentlichung: 5. Juni 1995 |
| 1995 | Somewhere Somehow Picture This                  | DE78 (10 Wo.)DE | — | — | UK7 (7 Wo.)UK | — | Erstveröffentlichung: 18. September 1995 |
| 1995 | She’s All on My Mind –                          | — | — | — | UK17 (8 Wo.)UK | — | Erstveröffentlichung: 20. November 1995 |
| 1996 | Morning –                                       | — | — | — | UK16 (6 Wo.)UK | — | Erstveröffentlichung: 18. März 1996 |
| 1997 | If I Never See You Again 10                     | DE63 (9 Wo.)DE | — | CH36 (2 Wo.)CH | UK3 (12 Wo.)UK | — | Erstveröffentlichung: 10. März 1997 |
| 1997 | Strange 10                                      | DE95 (3 Wo.)DE | — | — | UK13 (8 Wo.)UK | — | Erstveröffentlichung: 2. Juni 1997 |
| 1997 | Yesterday –                                     | DE81 (4 Wo.)DE | — | — | UK4 (7 Wo.)UK | — | Erstveröffentlichung: 4. August 1997 vom Soundtrack des Films Bean Autoren: John Lennon, Paul McCartney Original: The Beatles, 1965                 |
| 2004 | All I Want Live At The Point                    | — | — | — | UK14 (3 Wo.)UK | — | Erstveröffentlichung: 1. November 2004 |
| 2007 | Too Many People Timeless                        | — | — | — | UK46 (1 Wo.)UK | — | Erstveröffentlichung: 5. November 2007 |
| 2008 | Weightless Timeless                             | — | — | — | UK10 (2 Wo.)UK | — | Erstveröffentlichung: 4. Februar 2008 |

Weitere Singles
- 1985: I Can Give You Everything (Flexi-Single)
- 1987: Four Track Wet Pack (12inch Vinyl)
- 1988: This Time
- 1989: You’ve Had It
- 1991: Extracts from High on the Happy Side (EP, Promo)
- 1990: Blue for You
- 2013: Step by Step
- 2021: The Conversation
- 2021: Back To Memphis

### Videoalben
- 1988: Video Singles
- 1989: Live in the Park
- 1992: High on the Happy Side – Video so Far …
- 1992: The Wets at the Castle: Edinburgh Castle 5th September 1992
- 1995: Picture This – Live at Wembley Arena, July 30, 1995 (UK: Gold)
- 2001: Playing Away at Home: Live at Celtic Park, Glasgow, 7th September 1997
- 2002: The Wets at the Castle: Edinburgh Castle 5th September 1992
- 2003: Greatest Hits: Classic Clips
- 2004: The Greatest Hits and More

## Auszeichnungen für Musikverkäufe
| Goldene Schallplatte - Australien - 1990: für das Album Holding Back the River - 1990: für die Single Sweet Surrender - Dänemark - 2021: für die Single Love Is All Around - Finnland - 1994: für das Album End of Part One – Their Greatest Hits - Neuseeland - 1995: für das Album Picture This - Niederlande - 1988: für das Album Popped in Souled Out - 1994: für die Single Love Is All Around - 1995: für das Album Picture This - Russland - 2011: für die Single Love Is All Around - Spanien - 2024: für die Single Love Is All Around 2× Goldene Schallplatte - Frankreich - 1994: für das Album End of Part One – Their Greatest Hits | Platin-Schallplatte - Australien - 1994: für das Album End of Part One – Their Greatest Hits - Belgien - 1994: für das Album End of Part One – Their Greatest Hits - Europa - 1996: für das Album Picture This - Neuseeland - 1989: für das Album Popped in Souled Out - Norwegen - 1994: für das Album End of Part One – Their Greatest Hits - Schweden - 1994: für das Album End of Part One – Their Greatest Hits - 1994: für die Single Love Is All Around - Spanien - 1995: für das Album End of Part One – Their Greatest Hits | 2× Platin-Schallplatte - Neuseeland - 1994: für die Single Love Is All Around - Niederlande - 1995: für das Album End of Part One – Their Greatest Hits 3× Platin-Schallplatte - Australien - 1994: für die Single Love Is All Around - Dänemark - 1994: für das Album End of Part One – Their Greatest Hits - Europa - 1996: für das Album End of Part One – Their Greatest Hits - Neuseeland - 1995: für das Album End of Part One – Their Greatest Hits 4× Platin-Schallplatte - Irland - 1994: für das Album End of Part One – Their Greatest Hits |

Anmerkung: Auszeichnungen in Ländern aus den Charttabellen bzw. Chartboxen sind in ebendiesen zu finden.
| Land/RegionAuszeichnungen für Musikverkäufe (Land/Region, Auszeichnungen, Verkäufe, Quellen) | Silber     | Gold       | Platin       | Verkäufe    | Quellen                      |
| -------------------------------------------------------------------------------------------- | ---------- | ---------- | ------------ | ----------- | ---------------------------- |
| Australien (ARIA)                                                                            | —          | 2× Gold2   | 4× Platin4   | 350.000     | aria.com.au                  |
| Belgien (BRMA)                                                                               | —          | —          | Platin1      | 50.000      | Einzelnachweise              |
| Dänemark (IFPI)                                                                              | —          | Gold1      | 3× Platin3   | 195.000     | ifpi.dk                      |
| Deutschland (BVMI)                                                                           | —          | —          | 2× Platin2   | 1.000.000   | musikindustrie.de            |
| Europa (IFPI)                                                                                | —          | —          | 4× Platin4   | (4.000.000) | ifpi.org                     |
| Finnland (IFPI)                                                                              | —          | Gold1      | —            | 34.486      | ifpi.fi                      |
| Frankreich (SNEP)                                                                            | —          | 2× Gold2   | —            | 200.000     | snepmusique.com              |
| Irland (IRMA)                                                                                | —          | —          | 4× Platin4   | 60.000      | Einzelnachweise              |
| Neuseeland (RMNZ)                                                                            | —          | Gold1      | 6× Platin6   | 92.500      | Einzelnachweise              |
| Niederlande (NVPI)                                                                           | —          | 3× Gold3   | 2× Platin2   | 350.000     | nvpi.nl                      |
| Norwegen (IFPI)                                                                              | —          | —          | Platin1      | 50.000      | Einzelnachweise              |
| Österreich (IFPI)                                                                            | —          | Gold1      | Platin1      | 75.000      | ifpi.at                      |
| Russland (NFPF)                                                                              | —          | Gold1      | —            | 100.000     | Einzelnachweise              |
| Schweden (IFPI)                                                                              | —          | —          | 2× Platin2   | 150.000     | sverigetopplistan.se ifpi.se |
| Schweiz (IFPI)                                                                               | —          | —          | Platin1      | 50.000      | hitparade.ch                 |
| Spanien (Promusicae)                                                                         | —          | Gold1      | Platin1      | 130.000     | elportaldemusica.es          |
| Vereinigtes Königreich (BPI)                                                                 | 4× Silber4 | 2× Gold2   | 21× Platin21 | 8.175.000   | bpi.co.uk                    |
| Insgesamt                                                                                    | 4× Silber4 | 15× Gold15 | 53× Platin53 |             |                              |